# ミハイル・バルスコフ
ミハイル・イワノヴィチ・バルスコフ（ロシア語: Михаил Иванович Барсуко́в、ラテン文字表記の例：Mikhail Ivanovich Barsukov、1947年11月8日 - ）は、ロシア連邦の軍人、チェキスト。元ロシア連邦保安庁（FSB）長官。上級大将。

## 経歴
リペツク出身。1970年、ロシア・ソビエト連邦社会主義共和国最高会議名称高等軍事指揮学校を卒業。クレムリン連隊で小隊長として勤務。1979年、M.V.フルンゼ名称軍事アカデミーを卒業。1991年まで、クレムリン副警備司令として、1号庁舎の警備を担当。ソ連8月クーデター後、ボリス・エリツィンの信任を得て、1991年12月にクレムリン警備司令、1992年6月に警護総局（GUO）長に任命された。
1995年7月、ロシア連邦保安庁（FSB）長官に任命。FSB長官在任時は、KGB型の強力な機構の創設を目指し、アルファ部隊を再び手中にすることができた。しかし、エリツィン再選となる1996年大統領選挙では、選挙の延期を主張したアレクサンドル・コルジャコフ大統領警護局長と、これに反対したエリツィンの次女で大統領補佐官のタチアナ・ディアチェンコや選挙対策本部長のアナトリー・チュバイスとが対立し、第1回投票直後の6月20日にバルスコフは、コルジャコフ、オレグ・ソスコヴェツ第一副首相共々突然解任され失脚した。
1996年秋からロシア大統領府秘密施設運営局長、ロシア安全保障会議地下施設省庁間委員会議長。1998年12月23日、安全保障会議事務局軍事監察総局長に任命。

## パーソナル
妻帯。息子のイーゴリは、ロシア対外情報庁（SVR）の中尉で、チェチェンに従軍したが、1998年10月に自殺した。
| 公職                        | 公職                                    | 公職                      |
| --------------------------- | --------------------------------------- | ------------------------- |
| 先代 セルゲイ・ステパーシン | ロシア連邦保安庁長官 第2代：1995 - 1996 | 次代 ニコライ・コヴァレフ |